# Burganlage im Leiberger Wald
Die Burganlage im Leiberger Wald ist der Burgstall einer frühmittelalterlichen Wallburg, gelegen 1900 m südlich des Bad Wünnenberger Ortsteils Leiberg im Kreis Paderborn in Nordrhein-Westfalen, in Deutschland.

## Lage
Die Spornburg liegt über dem Zusammenfluss zweier Bäche auf 380 m ü. NHN.

## Beschreibung
Der Bergsporn, auf dem die Anlage liegt, fällt nach Norden, Osten und Westen steil ab. Daher ist die Burg dort nur durch – teils doppelte – Terrassenkanten gesichert. Im Süden befindet sich ein heute noch 2 m hoher und 119 m langer Wall mit Außengraben und Durchlass im westlichen Drittel. Ein weiterer Wall mit Außengraben befindet sich 130 bis 170 m weiter südlich. Dieser ist noch bis zu 3 m hoch, bis zu 10 m breit und 210 m lang. Die auch an diesem Abschnittswall ansetzenden Terrassenkanten sind nur 20, bzw. 80 m weit ausgeführt. Im westlichen Drittel des südlichen Walls befindet sich ein Zangentor. Ein Durchgang im östlichen Teil scheint jüngeren Datums zu sein.

## Geschichte
Da zu der noch nicht archäologisch untersuchten Burganlage weder Schriftquellen noch archäologische Funde bekannt sind, wird sie aufgrund ähnlicher Anlagen in das 9. oder 10. Jahrhundert datiert. Hömberg weist allerdings auf Ähnlichkeiten zu einigen spätmittelalterlichen Anlagen hin.

## Heutige Nutzung
Das Gelände der Burganlage wird heute als Wald genutzt.